# نقط المصاحف
نقط المصاحف من مباحث علوم القرآن عمومًا، ومن مباحث رسم المصاحف خصوصًا؛ فإن المصاحف لما كتبت على عهد الخليفة عثمان بن عفان كانت خالية من النقط والشكل، واستمرت على ذلك مدة. حتى جاء أبو الأسود الدؤلي فقام بنقطها في عهد الخليفة معاوية بن أبي سفيان، وذلك لما فشا اللحن في قراءة القرآن الكريم؛ حيث فسدت ألسن الناس، وكثر الداخلون في الإسلام من غير العرب، فقام أبو الأسود بمهمة تشكيل القرآن الكريم لتيسير تلاوته وأحكام لفظه.
والنقط يكون بمعنى ما يعرض للحرف من حركة وسكون وشدٍّ ومدٍّ، أو هو ما يدل على ذات الحرف بما يميز المعجم من المهمل.

## تمهيد عن نقط المصاحف
كُتبت مصاحف عثمان خالية من النقط والشكل؛ حتى تحتمل قراءتُها الأحرف السبعة التي نزل بها القرآن الكريم، وعندما أرسلها إلى الأمصار رضي بها الجميع، ونسخوا على غرارها مصاحف كثيرة خالية من النقط والشكل، واستمروا على ذلك أكثر من أربعين سنة.
وخلال هذه المدة توسعت الفتوح، ودخلت أممٌ كثيرة لا تتكلم العربية في الإسلام؛ فتفشت العجمة بين الناس، وكثر اللحن، حتى بين العرب أنفسهم؛ بسبب كثرة اختلاطهم ومصاهرتهم للعجم، ولما كان المصحف الشريف غير منقوط خشي ولاة أمر المسلمين عليه أن يتطرق له اللحن والتحريف، فأحدثوا من الوسائل ما يكفل صيانة الكتاب العزيز.

## أول من قام بنقط المصاحف
إن المخترع الأول للنقط بهذا المعنى أبو الأسود الدؤلي، وذلك لما فشا اللحن في قراءة القرآن الكريم، وفسدت ألسن الناس وكثر الداخلون في الإسلام من غير العرب، فقام أبو الأسود بمهمة تشكيل القرآن الكريم لتيسير تلاوته وأحكام لفظه، وممن ندبه إلى ذلك زياد بن أبيه.
اختار أبو الأسود رجلًا من عبد القيس وقال له: خذ المصحف وصبغًا يخالف لونه لون مداد المصحف، فإذا فتحت شفتيَّ فانقط نقطة واحدة فوق الحرف، وإذا ضممتها فاجعل النقطة إلى جانب الحرف -أي: أمامه-، وإذا كسرتها فاجعل النقطة في أسفله، فإذا اتبعت شيئًا من هذه الحركات غنة (يعني التنوين) فانقط نقطتين.
فأخذ أبو الأسود يقرأ المصحف بالتأني، والكاتب يضع النُّقَط، واستمر على ذلك حتى أعرب المصحف كلَّه، وترك السكون بلا علامة، فأخذ الناس هذه الطريقة عنه، وكانوا يسمون هذه النُّقَط شكلًا، ثم تفننوا في هيئة النقط، فمنهم من جعلها مربعة، ومنهم من جعلها مدورة، ثم زادوا علامات في الشكل، إلى أن وصلت إلينا بهذه الصورة التي نستعملها اليوم.

## معنى النقط
النقط له معنيان:
- الأول: هو ما يعرض للحرف من حركة وسكون وشدٍّ ومدٍّ، مما يعرب الكلام ويبين علاقة الكلم بعضه ببعض.
- الثاني: ما يدل على ذات الحرف بما يميز المعجم من المهمل. ويقصد بالمعجم هنا المنقوط، نحو: (ت، ج، خ). والمهمل غير المنقوط، نحو: (س، ص، ح).[9]

## أنواع النقط
وهو نوعان:
- النوع الأول: نقط الإعراب: وهو العلامات الدالة على ما يعرض للحرف من حركة أو شد أو مد أو سكون أو تنوين، وهو بذلك يكون مرادفًا لمعنى الضبط والشكل.[10]
- النوع الثاني: نقط الإعجام: وهو النقط الذي يدل على ذوات الحروف، ويميز معجمَها من مهملها، كالنقطة تحت الجيم ميَّزتها من الحاء، والنقطتان فوق ت ميَّزتها من ث، وهكذا.

ويرجح بعض الباحثين أن أول من أبدع واستعمل نقط الإعجام نصر بن عاصم ويحيى بن يعمر الليثي. وكان الحجاج بن يوسف الثقفي قد ندبهم إلى القيام بواجب نقط القرآن، وفق نظام يعتمدونه، وذلك لما شاع اللحن والتصحيف في قراءة القرآن الكريم. وكان هذا النقط بلون مداد المصحف، ليميز من نقط الإعراب الذي وضعه أبو الأسود.

## صفة النقط وتطوره
أخذ نقط الإعجام في بدايته شكل التدوير، ثم تطور بعد ذلك وأخذ شكل المربع، وشكل المدور المطموس الوسط، كما استخدمت الجرة الصغيرة فوق الحرف وتحته. كتب هذا النوع من النقط بلون مداد المصحف؛ حتى لا يشتبه بنقط الإعراب، واستمر الوضع على ذلك حتى نهاية الدولة الأموية وقيام الدولة العباسية سنة (132هـ)، حيث تفنن الناس خلال هذه الفترة في اتخاذ الألوان في نقط مصاحفهم، ففي المدينة استخدموا السواد للحروف ونقط الإعجام، والحمرة للحركات والسكون والتشديد والتخفيف، والصفرة للهمزات، وفي الأندلس استخدموا أربعة ألوان: السواد للحروف، والحمرة لنقط الإعراب، والصفرة للهمزات، والخضرة لألِفات الوصل، أما في العراق فاستخدموا السواد لكتابة حروف المصحف ونُقَط الإعجام، والحمرة لنقط الإعراب، واستخدم في بعض المصاحف الخاصة الحمرة للرفع والخفض والنصب، والخضرة للهمزة المجردة، والصفرة للهمزة المشدَّدة، فاستخدام السواد كان عند الجميع لحروف المصحف ونقط الإعجام، والألوان الأخرى لغيرهما.

## حكم نقط المصاحف
كانت الآراء مختلفة بين جواز النقط والأخذ به، وبين كراهته والرغبة عنه؛ فمن أجازه فلِما فيه من البيان والضبط والتقييد، ومن كرهه؛ فلأن الصحابة عندما جمعوا القرآن وكتبوا المصاحف، جردوها من النقط والشكل، فلو كان مطلوبًا لما جردوها، يقول القلقشندي: وأما أهل التوقيع في زماننا فإنهم يرغبون عنه (أي النَّقْط)؛ خشية الإظلام بالنقط والشكل، إلا ما فيه إلباس على ما مر، وأهل الدَّيْونة لا يرون بشيء من ذلك أصلًا، ويعدون ذلك من عيوب الكتابة، وإن دعت الحاجة إليه.